# Дамье, Вадим Валерьевич
Вади́м Вале́рьевич Дамье́ (род. 30 июля 1959, Москва) — советский и российский историк, исследователь международного анархо-синдикалистского движения. Доктор исторических наук. Ведущий научный сотрудник Института всеобщей истории РАН. Один из авторов «Энциклопедии для детей» и энциклопедии «Кругосвет». Член Конфедерации революционных анархо-синдикалистов (КРАС-МАТ).

## Биография
Родился в Москве, его мать была врачом, а отец — служащим. Свободно владеет немецким языком.
Окончил Московский государственный историко-архивный институт в 1981 году.
В 1985 году защитил диссертацию на соискание учёной степени кандидата исторических наук по теме «Движение „зелёных“ в ФРГ» (специальность — 07.00.03 «Всеобщая история»).
В 2007 году защитил диссертацию на соискание учёной степени доктора исторических наук по теме «Международное синдикалистское движение и создание Берлинского Интернационала профсоюзов (1918—1923 гг.)» (специальность — 07.00.03 «Всеобщая история»). Официальные оппоненты — доктор исторических наук, профессор С. П. Пожарская, доктор исторических наук, профессор А. А. Галкин, доктор исторических наук, профессор Б. И. Коваль. Ведущая организация — МГУ имени М. В. Ломоносова.
С конца 1980-х годов участвует в различных общественных движениях анархической и зелёной направленности.
В августе 1987 г. принял участие в первой всесоюзной конференции неформалов — "Встреча-диалог «Общественные инициативы в перестройке». В том же году стал одним из создателей движения «Объединенный антифашистский фронт» (ОАФ), которое распалось в 1988 г..
С осени 1988 г. — один из соорганизаторов Московской экологической федерации, в апреле 1989 г. — ее сопредседатель, отошёл от работы в ней в 1990 м.
В феврале 1989 — марте 1990 гг. входил в Оргкомитет Партии Зеленых, в марте 1990 г. принял участие в её учредительном съезде, стал членом Совета региональных координаторов партии, с мая 1990 по май 1991 г. был сопредседателем её московской организации.
С мая 1989 г. — член Конфедерации анархо-синдикалистов, критиковал ее программу за признание рыночной экономики и вышел из неё в конце 1990го года. В тот же период принимал участия в многочисленных попытках самоорганизации анархистов.
До августа 1995 г. был также лидером небольших анархистских групп ИРЕАН и ФРАН. Стал инициатором создания Конфедерации революционных анархо-синдикалистов (КРАС), созданной, в основном из состава этих организаций. Это спровоцировало раскол в ИРЕАН и ФРАН, откуда он был исключён.
В дальнейшем являлся неформальным лидером и основным теоретиком КРАС. Является автором документов, принятых 5 августа 1995 г. на Учредительном съезде КРАС.

### Убеждения
С середины 1980-х гг. В. Дамье разрабатывал концепцию общественного устройства, альтернативного рыночному и индустриальному, опирающуюся на идеи Маркузе, Дучке, Букчина, Горца, Кропоткина, Бакунина и других теоретиков анархизма и «новой левой» идеологии.
В 1989 г. под псевдонимом В. Грей опубликовал в журнале «Третий путь» «Экосоциалистический манифест», в котором выступил с критикой индустриального пути развития и рынка, как альтернативу им показывал модель общества, основанного на децентрализованном планировании, федерализме и коммунитаризме.
Отрицает наличие социализма в СССР.

## Научные труды

### Монографии
- Коминтерн против фашизма: Документы / РАН. Ин-т всеобщ. истории, Федер. архив. служба России. Рос. центр хранения и изучения док. новейшей истории; Сост., авт. вступ. ст. и коммент. В. В. Дамье и др.. — М.: Наука, 1999. — 506 с. — ISBN 5-02-009478-1.
- Анархо-синдикализм в XX веке Архивная копия от 30 марта 2017 на Wayback Machine / Рос. акад. наук, Ин-т всеобщ. истории. — М.: ИВИ РАН, 2001. — 83 с.
- Забытый Интернационал. Мировое анархо-синдикалистское движение между двумя мировыми войнами. — М.: Новое литературное обозрение. — Т. 1 : От революционного синдикализма к анархо-синдикализму: 1918—1930 Архивная копия от 11 октября 2016 на Wayback Machine. — 2006. — 901 с. ; Т. 2: Международный анархо-синдикализм в условиях «Великого кризиса» и наступления фашизма: 1930—1939 годы Архивная копия от 11 октября 2016 на Wayback Machine. — 2007. — 731 с.
- История анархо-синдикализма: Краткий очерк Архивная копия от 11 октября 2016 на Wayback Machine / Предисл. Д. И. Рублёва. Изд. 2-е, испр. и доп. — М.: Либроком, 2010. — 152 с.
- Стальной век: Социальная история советского общества Архивная копия от 11 октября 2016 на Wayback Machine. — М.: Либроком, 2013. — 256 с.
- Анархо-синдикализм и революционное движение в Испании (1919—1939). — М.: URSS, 2018. — 488 с.
- «Бесприютные души»: Анархическое движение на Тайване в 1920—1930-х годах. — М.: ЛЕНАНД, 2023. — 208 с.
- Бури на Серебряной реке. Из истории аргентинского анархизма. — М.: Ноократия, 2023. — 168 с.

#### В соавторстве с К. А. Лимановым
- Учжэнфучжуи: История анархизма в Китае. — М.: URSS, 2020. — 432 с.
- Общинный социализм и анархизм в Юго-Восточной Азии. — М.: URSS, 2022. — 400 с.

### Научпоп
- Вадим Дамье, Дмитрий Рублев. Петр Кропоткин: Жизнь анархиста. — М.: Альпина нон-фикшн, 2022. — ISBN 978-5-00139-566-9.

### Статьи
На русском языке
- Аргентинская региональная рабочая федерация (ФОРА) в 20-е годы // Наперекор. 1997. № 6. М., 1997.
- Революция социальная или политическая? Проблема революции в классическом анархизме и марксизме Архивная копия от 4 ноября 2016 на Wayback Machine // Социальные трансформации в Европе XX века. М.: ИВИ РАН, 1998.
- Левые в Европе XX века: альтернатива системе или альтернатива в рамках системы? Архивная копия от 20 октября 2016 на Wayback Machine // Карло Росселли и левые в Европе. К 100-летию со дня рождения Карло Росселли. М.: ИВИ РАН, 1999.
- Кропоткин и Реклю // Памяти М. А. Бакунина. М.: Институт экономики РАН, 2000.
- Анархо-синдикализм в борьбе с индустриально-капиталистической системой // Левые в Европе XX века: люди и идеи. М.: ИВИ РАН, 2001.
- Из истории анархизма в Восточной Европе 1940-х годов // Тоталитаризм. Исторический опыт Восточной Европы. «Демократическое интермеццо» с коммунистическим финалом. 1944—1948. М.: Наука, 2002.
- Анархизм и «национальный вопрос» в XIX—XX вв. // Национальная идея на европейском пространстве в XX веке. Т. II. М.: ИВИ РАН, 2005.
- Испанская революция и коммуны Арагона Архивная копия от 30 октября 2016 на Wayback Machine // Михаил Александрович Бакунин. Личность и творчество (к 190-летию со дня рождения). Вып. 111. M.: Институт экономики РАН, 2005.
- Испанские анархо-синдикалисты и проблема государственной власти (1936—1939 гг.) // Власть и общество в представлении левых общественно-политических движений. М.: ИВИ РАН, 2005.
- Исторические судьбы анархо-синдикализма в Европе // Новая и новейшая история. 2005. № 5.
- Развитие анархо-коммунизма П. А. Кропоткина в либертарной мысли 1920-х — 1930-х гг. Архивная копия от 5 февраля 2018 на Wayback Machine // Петр Алексеевич Кропоткин и проблемы моделирования историко-культурного развития цивилизации. Материалы международной научной конференции. СПб.: Соларт, 2005.
- Наследники Бакунина. ФОРА: рабочий анархизм в Аргентине Архивная копия от 23 сентября 2016 на Wayback Machine // Прямухинские чтения 2005 года (Бакунинский фонд). Тверь: Золотая буква, 2006.
- Рец.: Kellermann P. (Hrsg.) Begegnungen feindlicher Brüder. Zum Verhältnis von Anarchismus und Marxismus in der Geschichte der sozialistischen Bewegung. Bde. 1, 2. Münster: UNRAST-Verlag, 2011—2012 Архивная копия от 12 июня 2018 на Wayback Machine // Историческая экспертиза. 2015. № 3 (4). С. 103—108.
- Испанская революция 1936 года: архивные документы против мифов историков Архивная копия от 12 июня 2018 на Wayback Machine // Историческая экспертиза. 2016. № 3. С. 145—151.
- Испанский цугцванг (1936—1937) Архивная копия от 1 декабря 2017 на Wayback Machine // Гражданская война в Испании: Известное и неизвестное. — М.: Либроком, 2017. — С. 60-102.

На других языках
- II totalitarismo como fenomeno sociale: metodologia di analisi // Totalitarismo e totalitarismi (a cura di Vittorio Strada). Venezia, 2003.
- Friihe linke Kritik des Totalitarismus // Auseinandersetzungen mit den Diktaturen: russische und deutsche Erfahrungen. (Hrsg. von H.H. Nolte). Gleichen; Zuerich, 2005.

### Энциклопедии
Энциклопедия для детей
- Дамье В. В. Происхождение государства // Энциклопедия для детей. Т. 21. Ч. 1. Общество: экономика и политика. М.: «Аванта+», 2002.
- Дамье В. В. Первобытное искусство // Энциклопедия для детей. Т. 21. Ч. 1. Общество: экономика и политика. М.: «Аванта+», 2002.
- Дамье В. В. Истоки агрессивности человека // Энциклопедия для детей. Т. 21. Ч. 1. Общество: экономика и политика. М.: «Аванта+», 2002.
- Дамье В. В. Было ли возникновение государства неизбежно // Энциклопедия для детей. Т. 21. Ч. 1. Общество: экономика и политика. М.: «Аванта+», 2002.
- Дамье В. В. Сакральность монархической власти // Энциклопедия для детей. Т. 21. Ч. 1. Общество: экономика и политика. М.: «Аванта+», 2002.
- Дамье В. В. Государство в Европе: от Средневековья до абсолютизма // Энциклопедия для детей. Т. 21. Ч. 1. Общество: экономика и политика. М.: «Аванта+», 2002.
- Дамье В. В. Папство // Энциклопедия для детей. Т. 21. Ч. 1. Общество: экономика и политика. М.: «Аванта+», 2002.
- Дамье В. В. Вольные города Средневековья // Энциклопедия для детей. Т. 21. Ч. 1. Общество: экономика и политика. М.: «Аванта+», 2002.
- Дамье В. В. Дворянство в России и на Западе // Энциклопедия для детей. Т. 21. Ч. 1. Общество: экономика и политика. М.: «Аванта+», 2002.
- Дамье В. В., Рябов П. В., Боярский М. Н. Либеральная демократии // Энциклопедия для детей. Т. 21. Ч. 1. Общество: экономика и политика. М.: «Аванта+», 2002.
- Дамье В. В. Социал-дарвинизм // Энциклопедия для детей. Т. 21. Ч. 1. Общество: экономика и политика. М.: «Аванта+», 2002.
- Дамье В. В. Типы избирательной системы // Энциклопедия для детей. Т. 21. Ч. 1. Общество: экономика и политика. М.: «Аванта+», 2002.
- Дамье В. В. Либеральная экономика XIX века и социальный вопрос // Энциклопедия для детей. Т. 21. Ч. 1. Общество: экономика и политика. М.: «Аванта+», 2002.
- Дамье В. В. Общество Мон-Пелерен // Энциклопедия для детей. Т. 21. Ч. 1. Общество: экономика и политика. М.: «Аванта+», 2002.
- Дамье В. В. Два либерализма // Энциклопедия для детей. Т. 21. Ч. 1. Общество: экономика и политика. М.: «Аванта+», 2002.
- Дамье В. В. Провал демократии в Нигерии // Энциклопедия для детей. Т. 21. Ч. 1. Общество: экономика и политика. М.: «Аванта+», 2002.
- Дамье В. В. Социальное государство не выход // Энциклопедия для детей. Т. 21. Ч. 1. Общество: экономика и политика. М.: «Аванта+», 2002.
- Дамье В. В. Неравенство в современном мире // Энциклопедия для детей. Т. 21. Ч. 1. Общество: экономика и политика. М.: «Аванта+», 2002.
- Дамье В. В., Кагарлицкий Б. Ю., Боярский М. Н. Государственный социализм // Энциклопедия для детей. Т. 21. Ч. 1. Общество: экономика и политика. М.: «Аванта+», 2002.
- Дамье В. В. «От каждого по способностям — каждому по его потребностям» // Энциклопедия для детей. Т. 21. Ч. 1. Общество: экономика и политика. М.: «Аванта+», 2002.
- Дамье В. В. «Чистка расы» по-шведски // Энциклопедия для детей. Т. 21. Ч. 1. Общество: экономика и политика. М.: «Аванта+», 2002.
- Дамье В. В. Социальное положение советских людей // Энциклопедия для детей. Т. 21. Ч. 1. Общество: экономика и политика. М.: «Аванта+», 2002.
- Дамье В. В. Советская интеллигенция // Энциклопедия для детей. Т. 21. Ч. 1. Общество: экономика и политика. М.: «Аванта+», 2002.
- Дамье В. В. Собирание утопии (анархисты и социальные движения) // Энциклопедия для детей. Т. 21. Ч. 1. Общество: экономика и политика. М.: «Аванта+», 2002.
- Дамье В. В. Неоконсерватизм // Энциклопедия для детей. Т. 21. Ч. 1. Общество: экономика и политика. М.: «Аванта+», 2002.
- Дамье В. В., Боярский М. Н. Фашизм // Энциклопедия для детей. Т. 21. Ч. 1. Общество: экономика и политика. М.: «Аванта+», 2002.
- Дамье В. В. «Негативная фабрика» // Энциклопедия для детей. Т. 21. Ч. 1. Общество: экономика и политика. М.: «Аванта+», 2002.
- Дамье В. В. Современные политические системы // Энциклопедия для детей. Т. 21. Ч. 1. Общество: экономика и политика. М.: «Аванта+», 2002.
- Дамье В. В. «Новые правые» // Энциклопедия для детей. Т. 21. Ч. 1. Общество: экономика и политика. М.: «Аванта+», 2002.
- Дамье В. В. Политическая система Ирана // Энциклопедия для детей. Т. 21. Ч. 1. Общество: экономика и политика. М.: «Аванта+», 2002.
- Дамье В. В. Мистика в немецком национал-социализме // Энциклопедия для детей. Т. 21. Ч. 1. Общество: экономика и политика. М.: «Аванта+», 2002.

Кругосвет
- Дамье В. В. Абд аль-Кадер Архивная копия от 24 августа 2017 на Wayback Machine // Кругосвет
- Дамье В. В. Акаев, Аскар Акаевич Архивная копия от 30 августа 2017 на Wayback Machine // Кругосвет
- Дамье В. В. Антиглобалистское движение Архивная копия от 29 августа 2017 на Wayback Machine // Кругосвет
- Дамье В. В. Ассасины Архивная копия от 29 августа 2017 на Wayback Machine // Кругосвет
- Дамье В. В. Ахмад-шах Масуд Архивная копия от 29 августа 2017 на Wayback Machine // Кругосвет
- Дамье В. В. Бабур Архивная копия от 29 августа 2017 на Wayback Machine // Кругосвет
- Дамье В. В. Басмаческое движение Архивная копия от 29 августа 2017 на Wayback Machine // Кругосвет
- Дамье В. В. Берия, Лаврентий Павлович Архивная копия от 29 августа 2017 на Wayback Machine // Кругосвет
- Дамье В. В. Берлинская стена Архивная копия от 29 августа 2017 на Wayback Machine // Кругосвет
- Дамье В. В. Будапешт Архивная копия от 5 сентября 2017 на Wayback Machine // Кругосвет
- Дамье В. В. Волгоград Архивная копия от 29 августа 2017 на Wayback Machine // Кругосвет
- Дамье В. В. Гайана Архивная копия от 12 августа 2017 на Wayback Machine // Кругосвет
- Дамье В. В. Гибралтар Архивная копия от 29 августа 2017 на Wayback Machine // Кругосвет
- Дамье В. В. Гонконг Архивная копия от 9 июня 2010 на Wayback Machine // Кругосвет
- Дамье В. В. Екатеринбург Архивная копия от 29 августа 2017 на Wayback Machine // Кругосвет
- Дамье В. В. Жуков, Георгий Константинович Архивная копия от 17 сентября 2017 на Wayback Machine // Кругосвет
- Дамье В. В. Зелёное движение (зелёные) Архивная копия от 30 августа 2017 на Wayback Machine // Кругосвет
- Дамье В. В. Канада Архивная копия от 29 августа 2017 на Wayback Machine // Кругосвет
- Дамье В. В. Каримов, Ислам Абдуганиевич Архивная копия от 29 августа 2017 на Wayback Machine // Кругосвет
- Дамье В. В. Кипчаки Архивная копия от 29 августа 2017 на Wayback Machine // Кругосвет
- Дамье В. В. Кирибати Архивная копия от 29 августа 2017 на Wayback Machine // Кругосвет
- Дамье В. В. Кубинский кризис Архивная копия от 29 августа 2017 на Wayback Machine // Кругосвет
- Дамье В. В. Курбан-байрам Архивная копия от 29 августа 2017 на Wayback Machine // Кругосвет
- Дамье В. В. Ленд-лиз Архивная копия от 29 августа 2017 на Wayback Machine // Кругосвет
- Дамье В. В. Маленков, Георгий Максимилианович Архивная копия от 30 августа 2017 на Wayback Machine
- Дамье В. В. Мандейцы Архивная копия от 29 августа 2017 на Wayback Machine // Кругосвет
- Дамье В. В. Микоян, Анастас Иванович Архивная копия от 29 августа 2017 на Wayback Machine // Кругосвет
- Дамье В. В. Молотов (Скрябин), Вячеслав Михайлович Архивная копия от 29 августа 2017 на Wayback Machine // Кругосвет
- Дамье В. В. Мохаммед Реза Пехлеви Архивная копия от 30 августа 2017 на Wayback Machine // Кругосвет
- Дамье В. В. Муджахиды Архивная копия от 30 августа 2017 на Wayback Machine // Кругосвет
- Дамье В. В. Мухаммед Ахмед ибн Абдулла Архивная копия от 3 июля 2017 на Wayback Machine // Кругосвет
- Дамье В. В. Навруз Архивная копия от 29 августа 2017 на Wayback Machine // Кругосвет
- Дамье В. В. Наджибулла, Мухаммед Архивная копия от 29 августа 2017 на Wayback Machine // Кругосвет
- Дамье В. В. Национал-социализм (нацизм) Архивная копия от 29 августа 2017 на Wayback Machine // Кругосвет
- Дамье В. В. Ниязов, Сапармурат Атаевич Архивная копия от 29 августа 2017 на Wayback Machine // Кругосвет
- Дамье В. В. Омск Архивная копия от 29 августа 2017 на Wayback Machine // Кругосвет
- Дамье В. В. Палау Архивная копия от 13 сентября 2017 на Wayback Machine // Кругосвет
- Дамье В. В. Прага Архивная копия от 29 августа 2017 на Wayback Machine // Кругосвет
- Дамье В. В. Раббани, Бурхануддин Архивная копия от 29 августа 2017 на Wayback Machine // Кругосвет
- Дамье В. В. Рамадан Архивная копия от 29 августа 2017 на Wayback Machine // Кругосвет
- Дамье В. В. Реза-шах Пехлеви Архивировано 17 февраля 2012 года. // Кругосвет
- Дамье В. В. Салах ад-Дин Архивная копия от 29 августа 2017 на Wayback Machine // Кругосвет
- Дамье В. В. Тимур (Тамерлан) Архивная копия от 29 августа 2017 на Wayback Machine // Кругосвет
- Дамье В. В. Фашизм Архивная копия от 29 августа 2017 на Wayback Machine // Кругосвет
- Дамье В. В. Хамас Архивная копия от 29 августа 2017 на Wayback Machine // Кругосвет
- Дамье В. В. Хезболла Архивная копия от 29 августа 2017 на Wayback Machine // Кругосвет
- Дамье В. В. Хомейни, Рухолла Мусави Архивная копия от 29 августа 2017 на Wayback Machine // Кругосвет
- Дамье В. В. Чингисхан Архивная копия от 29 августа 2017 на Wayback Machine // Кругосвет

## Публицистика
Публиковался в «Правде», «Новой ежедневной газете», газете «Трудовой России» «Молния», газетах Демократического Союза «Утро России» и «Свободное слово», журналах «Знание — сила», «Самоуправление», «Пролетарская трибуна», «Бюллетене АН-ПРЕСС», в журналах и газетах «Direkte Aktion», «Schwarzer Faden», «Die Aktion», «Junge Welt», «AK», «ZET», «Radio», «VL» (Германия), «Direct Action» (Великобритания), «Anarchy», «Green Left Bulletin» (США), «Lang og Folk» (Дания), «Inprecor», «Le Monde libertaire» (Франция), «L’affranchi» (Швейцария), «Umanita nova» (Италия), «CNT» (Испания), «Свободна мысъл» (Болгария).
- «Краткий очерк истории либертарного движения в период перестройки» Архивная копия от 17 ноября 2017 на Wayback Machine (Совместно с К. Лимановым, 1992)
- «Либертарный социализм или экологическая катастрофа?» Архивная копия от 4 августа 2016 на Wayback Machine (1993)
- «Экономика свободы» Архивная копия от 5 августа 2016 на Wayback Machine (1996)
- «Миф нации» Архивная копия от 7 марта 2016 на Wayback Machine (1996)
- «О русской революции 1917—1921 годов» Архивная копия от 17 ноября 2016 на Wayback Machine (1997)
- «Философия Франкфуртской школы» Архивная копия от 9 марта 2016 на Wayback Machine (1998)
- «Социальная философия Андре Горца» Архивная копия от 16 февраля 2017 на Wayback Machine (1999)
- «Тоталитарные тенденции в XX веке» Архивная копия от 1 апреля 2017 на Wayback Machine (2001)
- «Зелёное движение» (2003)
- «Атомизация общества и социальная самоорганизация: Российский контекст» Архивная копия от 6 ноября 2016 на Wayback Machine (2004)
- «Столетие советов и современные российские левые» Архивная копия от 25 августа 2016 на Wayback Machine (2005)
- «Испанские анархо-синдикалисты и проблема государственной власти (1936 −1939 гг.)» Архивная копия от 4 августа 2016 на Wayback Machine (2005)
- «Леворадикальная критика тоталитаризма» Архивная копия от 5 марта 2016 на Wayback Machine (2007)
- «Гражданское общество и традиции социальной самоорганизации» Архивная копия от 16 сентября 2016 на Wayback Machine (2007)
- «Экономические взгляды Петра Кропоткина и вызовы XXI века» Архивная копия от 22 августа 2016 на Wayback Machine (Совместно с Д. И. Рублёвым, 2009)
- «Элизе Реклю, Пётр Кропоткин и анархистский коммунизм» Архивная копия от 23 сентября 2016 на Wayback Machine (2011)
- «Красная Эмма» Архивная копия от 23 сентября 2016 на Wayback Machine (2011)
- «К 150-летию Первого интернационала» Архивная копия от 23 сентября 2016 на Wayback Machine (2014)
- «Михаил Бакунин: от социалистического федерализма к анархизму» Архивная копия от 28 августа 2016 на Wayback Machine (2014)
- «Экологическое движение в ФРГ и политическая власть: от гражданских инициатив к партии „зелёных“» Архивная копия от 4 августа 2016 на Wayback Machine (2014)
- «Социальные движения протеста начала XXI века» Архивная копия от 5 августа 2016 на Wayback Machine (2015)
- «Анархизм» Архивная копия от 27 августа 2019 на Wayback Machine (2016)
- «Кропоткин и биология аутопоэзиса» Архивная копия от 23 августа 2016 на Wayback Machine (2016)
- «История анархизма в Палестине и Израиле» Архивная копия от 16 августа 2016 на Wayback Machine (Совместно с К. Лимановым, 2016)
- «Российская революция и латиноамериканские левые» Архивная копия от 17 января 2018 на Wayback Machine (2017)
- «Великая российская революция: народ и власть» Архивная копия от 5 января 2018 на Wayback Machine (2017)
- «Социальные движения в XX веке» Архивная копия от 21 мая 2018 на Wayback Machine (2018)
- «Петр Кропоткин: судьба революционера» Архивная копия от 22 сентября 2018 на Wayback Machine (2018)
- «Анархисты и революция 1918—1919 в Баварии» Архивная копия от 11 ноября 2018 на Wayback Machine (2018)
- «Долгий 1968-й»: глобальный бунт за самоуправление Архивная копия от 24 декабря 2018 на Wayback Machine (2018)
- «Великая французская революция» Архивная копия от 16 июля 2019 на Wayback Machine (2019)
- «Революция 1918—1919 годов в Баварии и немецкие анархисты» Архивная копия от 20 ноября 2019 на Wayback Machine (2019)
- «Недолгая история Партии зеленых в Советском Союзе» Архивная копия от 23 декабря 2019 на Wayback Machine (2019)
- «Основы государственного капитализма в СССР» Архивная копия от 16 мая 2021 на Wayback Machine (2020)